# Локк, Джон Тильден
Джон Тильден Локк (англ. John Tilden Locke; 25 сентября 1943, Лос-Анджелес — 4 августа 2006, Охай, Калифорния) — американский пианист, автор песен, наиболее известный как участник рок-групп Spirit и Nazareth.

## Биография
Родился в 1943 году в Лос-Анджелесе в музыкальной семье. Его отец был скрипачом с классическим образованием, а его мать пела в опере, а также сочиняла музыку. Именно она дала ему первые уроки игры на фортепиано. Будучи подростком, он некоторое время играл в одной группе с гитаристом Робби Кригером, который впоследствии стал всемирно известен как участник The Doors. Через его участие в New Jazz Trio во главе с Эдом Кассиди, высоким, бритоголовым, 35-летним барабанщиком, Локк открыл для себя андеграундную сцену Ash Grove и Whisky A Go Go. В апреле 1967 года Кассиди был сконцентрирован на группе Red Roosters, гитаристом которой стал Рэнди Калифорния, его 16-летний пасынок, который играл с Джими Хендриксом в Нью-Йорке годом ранее.
Новый коллектив взял название Spirits Rebellious, навеянное одноимённой книгой Халиля Джебрана, пользовавшегося успехом у поколения детей-цветов. Новая группа успешно прошла прослушивание у продюсера Лу Адлера, который укоротил их имя до Spirit и подписал с ними контракт на четыре альбома со своим новым лейблом Ode Records. Вскоре группа записала дебютный альбом Spirit, который содержал десятиминутную композицию «Elijah», сочинённую Локком.
В странах экс-СССР Локк известен главным образом благодаря блестящей клавишной партии на концертном альбоме Snaz (1981) группы Nazareth.
В последние годы Локк вёл тихую жизнь в Охае, маленьком городке в Калифорнии, где он возглавлял студию звукозаписи.